# Moonlight Mile (canción de The Rolling Stones)
«Moonlight Mile» —en español: «Una milla de luz de luna»— es una canción de la banda británica de rock The Rolling Stones, escrita por Mick Jagger y Keith Richards. Fue incluido en su álbum Sticky Fingers de 1971.

## Historia
Muchos consideran «Moonlight Mile» una de las baladas más subestimadas de los Stones. «Moonlight Mile» fue la última canción grabada para el álbum. La grabación tuvo lugar a finales de octubre de 1970 en Stargroves. La canción fue el producto de una sesión de toda la noche entre Jagger y el guitarrista Mick Taylor. Taylor tomó una pequeña pieza de guitarra grabada por Richards (titulada «Japanese Thing») y la reelaboró para la sesión. Jagger tocó el riff con una guitarra acústica. Jagger sintió que era más fácil improvisar con Taylor, ya que Richards no estaba presente. Fue idea de Taylor agregar un arreglo de cuerdas de Paul Buckmaster a la canción. Jim Price, habitual trompetista de la banda, toca el piano. Taylor afirma que se le prometió crédito por la composición, pero se sorprendió de que no estuviera cuando la canción fue lanzada en Sticky Fingers. La canción está acreditada a Jagger y Richards.
En una revisión de la canción, Bill Janovitz dice: "Aunque la canción se refiere a las drogas y a la vida de una celebridad de la música pop, realmente es un raro ejemplo de Jagger dejando ir su personalidad pública, ofreciendo un punto de vista detrás de escena del cansancio que acompaña a las presiones de mantener las apariencias como una estrella de sexo, drogas y rock & roll." El crítico de rock Robert Christgau dijo que la canción "recreó todas las paradójicas distancias inherentes al amor erótico con un poder digno de Yeats, pero también podría interpretarse como una canción de cocaína". Sin embargo, Mick Jagger descartaría más adelante cualquier sugerencia de que la canción es una alegoría para el uso de drogas, y dijo que "el sentimiento que él tenía en ese momento era que difícil era estar de gira y cómo él no miraba adelante para salir y hacerlo de nuevo Es una cosa muy solitaria, y [sus] letras reflejan eso".
La canción fue utilizada para el duodécimo episodio de la sexta temporada de la serie de HBO The Sopranos, titulado Kaisha. Además de dar su título y ser utilizada en la película de 2002 Moonlight Mile. 
La canción ha sido versionada en vivo por The Flaming Lips y en el álbum de The 5th Dimension, Earthbound. El supergrupo de hard rock americano Saints of the Underground realizó un cover de esta canción para su único álbum Love the Sin, Hate the Sinner. El artista soul del sur Lee Fields cubrió esta canción en su álbum de 2012 Faithful Man.

## Personal
Acreditados:
- Mick Jagger: voz, guitarra eléctrica.
- Mick Taylor: guitarra eléctrica.
- Bill Wyman: bajo.
- Charlie Watts: batería.
- Jim Price: piano.
- Paul Buckmaster: arreglo de cuerdas.